# Albany (Pennsylvania)
Albany  è una township degli Stati Uniti d'America, nella contea di Bradford nello Stato della Pennsylvania. Secondo il censimento del 2000 la popolazione è di 927 abitanti.

## Società

### Evoluzione demografica
La composizione etnica vede una maggioranza di quella bianca (97,52%), seguita dai nativi americani (1,08%) dati del 2000.
| township di Albany Popolazione |     |
| 2000                           | 987 |
| Stima al 2009                  | 926 |